# Edicions del Cràter
Edicions del Cràter és una editorial independent nascuda el 2021 a Catalunya, amb seu a Barcelona, i que publica llibres en català d'autors d'arreu del món. Els editors són Oriol Ràfols Grifell i Mariona Bosch.
L'editorial té dues col·leccions: Renart, de relats breus, i Magnetar, de textos autobiogràfics. El primer llibre de la col·lecció Renart, Contes de la becada (Guy de Maupassant, 1883) és traduït al català per Marta Marfany i publicat el novembre de 2021. El segon llibre, també de la col·lecció Renart, Els arbres de l'orgull (G. K. Chesterton, 1922) traduït al català per Anna Llisterri es publica el 15 de febrer de 2022. El tercer llibre, el primer de la col·lecció Magnetar, és Inferno (August Strindberg, 1897), traduït del francès original al català per Oriol Ràfols Grifell, i es publica al març del 2022.
Al juny de 2022 es publica un recull de relats breus de la portuguesa Florbela Espanca Les màscares del destí i set sonets escollits (1930) per la col·lecció Renart. És el primer cop que es publica Florbela Espanca al català. El traductor és Àlex Tarradellas. Al setembre del 2022 es publica un recull de relats breus d'Ernest Hemingway En el nostre temps (1925), amb la traducció de Jordi Arbonès.
Al febrer del 2023 l'editorial publica per primer cop en català una antologia de la correspondència de Fiódor Dostoievski, Cartes (1838-1867) amb traducció de Miquel Cabal Guarro. Aquest llibre és el segon de la col·lecció Magnetar. Al març del 2023 es publica un recull de relats breus d'Ingeborg Bachmann, El trentè any (1961), amb traducció de Clara Formosa. Al juny del 2023, l'editorial publica una història d'Anna Maria Ortese, El mar no banya Nàpols, traduïda per Alba Dedeu. És el sisè de la col·lecció Renart. Al novembre de 2023, l'editorial publica una història de Giacomo Casanova, Com em vaig escapar de la presó de Venècia. La meva fuga d’Els Ploms, amb traducció de Marta Marfany. A finals del mateix any, es publica el famós diari de viatge de Charles Darwin al voltant del món, El viatge del Beagle, amb traducció d'Oriol Ràfols Grifell. La traducció és a partir de la segona edició del llibre, de 1845.
El 2024 comença amb la publicació de Pinya de rosa. Marines i boscatges de Joaquim Ruyra, la versió ampliada i definitiva de Marines i boscatges publicada el 1920. Un llibre de relats i novel·les curtes a la col·lecció Renart. Continua amb el llibre de viatges Del Born al Plata, de Santiago Rusiñol, un llibre irònic i distret sobre el viatge de Rusiñol a Argentina el 1910. L'any continua amb la publicació dels Diaris, de Sylvia Plath, amb traducció de Núria Busquet Molist, i acaba amb el llibre de relats Onnagata i altres contes, de Yukio Mishima, traduït al català per Albert Nolla.
L'any 2025 comença amb l'estrena de la col·lecció Mirall, de novel·la. Cràter publica Tango satànic, de l'escriptor multipremiat hongarès László Krasznahorkai, traduït per Carles Dachs, i a l'abril surt el llibre amb tres relats El setge de Sebastòpol, escrits per un jove Lev Tolstoi i ambientats a la guerra de Crimea, traduït per Arnau Barios.
L'editorial és normalment present a La Setmana del Llibre en Català, a la Fira Indilletres i a la Fira Epíleg de Reus. A part, ha fet presentacions de llibres a diverses llibreries i biblioteques del país.

## Col·lecció Renart
- Contes de la becada (Guy de Maupassant, 1883), traducció de Marta Marfany
- Els arbres de l'orgull (G. K. Chesterton, 1922), traducció d'Anna Llisterri
- Les màscares del destí i set sonets escollits (Florbela Espanca, 1930), traducció d'Àlex Tarradellas
- En el nostre temps (Ernest Hemingway, 1925), traducció de Jordi Arbonès
- El trentè any (Ingeborg Bachmann, 1961), traducció de Clara Formosa
- El mar no banya Nàpols (Anna Maria Ortese, 1953), traducció d'Alba Dedeu
- Pinya de rosa. Marines i boscatges (Joaquim Ruyra, 1920)
- Onnagata i altres contes (Yukio Mishima, 1925), traducció d'Albert Nolla
- El setge de Sebastòpol (Lev Tolstoi, 1828), traducció d'Arnau Barios

## Col·lecció Magnetar
- Inferno (August Strindberg, 1897), traducció d'Oriol Ràfols Grifell
- Cartes (1838-1867) (Fiódor Dostoievski), traducció de Miquel Cabal Guarro
- Com em vaig escapar de la presó de Venècia. La meva fuga d’Els Ploms (Giacomo Casanova, 1787), traducció de Marta Marfany
- El viatge del Beagle (Charles Darwin, 1845), traducció d'Oriol Ràfols Grifell
- Del Born al Plata, de Santiago Rusiñol (1861)
- Diaris, de Sylvia Plath (1932), traducció de Núria Busquet Molist

## Col·lecció Mirall
- Tango Satànic (László Krasznahorkai, 1954), traducció de Carles Dachs